# محمد دابو
محمد دابو (بالفرنسية: Mouhamed Dabo)‏ هو لاعب كرة قدم سنغالي في مركز الوسط، ولد في 2 يناير 1996 في Mbédiène Arrondissement ‏ في السنغال. لعب مع نادي بان ونادي رينو 1868.